# Stenotarsus russatus
Stenotarsus russatus es una especie de coleóptero de la familia Endomychidae.

## Distribución geográfica
Habita en Ceylán.